# Цимбалівська сільська рада
Цимба́лівська сільська́ ра́да — колишня адміністративно-територіальна одиниця та орган місцевого самоврядування у Старосинявському районі Хмельницької області. Адміністративний центр — село Цимбалівка.

## Населені пункти
Сільській раді підпорядковані населені пункти:
- с. Цимбалівка
- с. Яблунівка

## Населення
Відповідно до перепису населення СРСР, станом на 17 грудня 1926 року, чисельність населення ради становила 1 830 осіб, з них, за статтю: чоловіків — 897, жінок — 933, етнічний склад: українців — 1 793, євреїв — 7, поляків — 30. Кількість господарств — 415, з них несільського типу — 2.

## Склад ради
Рада складається з 12 депутатів та голови.
- Голова ради: Котик Віктор Михайлович
- Секретар ради: Поліщук Ольга Яківна

### Керівний склад попередніх скликань
| Прізвище, ім'я, по батькові | Основні відомості                                                         | Дата обрання | Дата звільнення |
| --------------------------- | ------------------------------------------------------------------------- | ------------ | --------------- |
| Котик Віктор Михайлович     | Сільський голова, 1963 року народження, освіта вища, член Народної партії | 26.03.2006   | 31.10.2010      |
| Котик Віктор Михайлович     | Сільський голова, 1963 року народження, освіта вища, безпартійний         | 31.10.2010   |                 |

Примітка: таблиця складена за даними сайту Верховної Ради України

### Депутати
За результатами місцевих виборів 2010 року депутатами ради стали:

#### За суб'єктами висування
| Суб'єкт висування | Кількість обраних депутатів | %    |
| ----------------- | --------------------------- | ---- |
| Народна партія    | 7                           | 58,3 |
| Самовисування     | 5                           | 41,7 |

#### За округами
| № округу       | Прізвище, ім'я, по батькові     | Дата визнання обраним | Освіта             | Партійна приналежність                        | Відомості про обраного депутата                         |
| -------------- | ------------------------------- | --------------------- | ------------------ | --------------------------------------------- | ------------------------------------------------------- |
| Народна Партія |                                 |                       |                    |                                               |                                                         |
| 3              | Пушкар Олена Володимирівна      | 03.11.2010            | середня            | член Народної партії                          | Цимбалівська ДЛВШ, санітар                              |
| 4              | Чумак Валентина Григорівна      | 03.11.2010            | середня            | член Народної партії                          | СГК «Воля», зав.фермою                                  |
| 5              | Струтинська Юлія Едуардівна     | 03.11.2010            | середня спеціальна | член Народної партії                          | СГК «Воля», бухгалтер                                   |
| 9              | Кухта Олександр Васильович      | 03.11.2010            | середня            | член Народної партії                          | СГК «Воля», головний інженер                            |
| 10             | Кухта Зоя Олександрівна         | 03.11.2010            | середня            | член Народної партії                          | СГК «Воля», зав. фермою                                 |
| 11             | Дорощук Лариса Миколаївна       | 03.11.2010            | середня            | член Народної партії                          | СГК «Воля», технічний працівник                         |
| 12             | Петрук Надія Михайлівна         | 03.11.2010            | середня            | член Народної партії                          | СГК «Воля», комірник                                    |
| Самовисування  |                                 |                       |                    |                                               |                                                         |
| 1              | Поліщук Олександр Володимирович | 03.11.2010            | середня            | член Всеукраїнського об'єднання «Батьківщина» | СГК «Воля», шофер                                       |
| 2              | Козлик Сергій Васильович        | 03.11.2010            | середня спеціальна | позапартійний                                 | фельдшерсько-акушерський пункт с. Цимбалівка, завідувач |
| 6              | Дмитрук Жанна Василівна         | 03.11.2010            | вища               | позапартійна                                  | Цимбалівська загальноосвітня школа, вчитель             |
| 7              | Поліщук Ольга Яківна            | 03.11.2010            | вища               | позапартійна                                  | Цимбалівська сільська рада, секретар                    |
| 8              | Жомірук Світлана Миколаївна     | 03.11.2010            | середня спеціальна | позапартійна                                  | СГК «Воля», художній керівник                           |

## Історія
Створена 1923 року в с. Цимбалівка Терешпільської волості Літинського повіту Подільської губернії. 7 березня 1923 року включена до складу новоутвореного Терешпільського району Вінницької округи. 17 червня 1925 року передана до складу Любарського району Бердичівської округи. 13 лютого 1935 року, відповідно до постанови Президії ВУЦВК «Про склад нових адміністративних районів Вінницької області», сільську раду включено до складу новоствореного Остропільського району Вінницької області. З 22 вересня 1937 року — в складі Кам'янець-Подільської області.